# LimeSurvey
LimeSurvey (anteriormente PHPSurveyor) é um software livre para aplicação de questionários online escrito em PHP, podendo utilizar bancos de dados MySQL, PostgreSQL ou Microsoft SQL Server para persistência de dados. Ele permite que usuários sem conhecimento sobre desenvolvimento de software possam publicar e coletar respostas de questionários.
As pesquisas podem incluir ramificações, layout e projeto personalizados (utilizando um sistema de modelos para web). O sistema oferece análise estatística com base nos resultados do questionário. As pesquisas podem ser acessíveis ao público ou de acesso controlado, através do uso de chaves para cada participante do questionário.
Vários webhosts oferecem hospedagem para LimeSurvey, seja como uma instalação personalizada ou através de painéis de controle, como o cPanel. LimeSurvey também foi portado por terceiros para vários sistema de gerenciamento de conteúdo, tais como  XOOPS e Joomla.

## Características Internacionais
LimeSurvey está disponível em mais de 49 línguas e dialetos. O sistema usa a codificação de caracteres UTF-8. As línguas suportadas incluem albanês, basco, chinês, croata, dinamarquês, neerlandês, finlandês, francês, galego, alemão, grego, inglês, húngaro, hebraico, italiano, japonês, português, russo, sérvio, esloveno, espanhol, além de várias localizações parciais.

## História
LimeSurvey foi registrado no SourceForge.net em 20 de fevereiro de 2003 como um projeto chamado PHPSurveyor. Foi escrito originalmente pelo desenvolvedor de software australiano Jason Cleeland. A primeira liberação, versão 0.93, foi publicada em 5 de março de 2003. O projeto desenvolveu um amplo público de usuários, resultado do desenvolvimento de funcionalidades como ramificações, controle de token e templates.
No início de 2006, Carsten Schmitz, um gerente de projeto alemão, assumiu a liderança do projeto. em 17 de maio de 2007, o nome do projeto foi alterado de PHPSurveyor para LimeSurvey, para tornar o licenciamento mais fácil, por não incluir PHP no nome. Em 29 de novembro de 2007, LimeSurvey ganha o primeiro prêmio na competição Les Trophées du Livre, na categoria de gerenciamento corporativo. Em 2008, o projeto competiu na categoria Best Project for the Enterprise no SourceForge.net Community Choice Awards 2008.

## Versão 2.0
A equipe de desenvolvimento do LimeSurvey está atualmente desenvolvendo o LimeSurvey 2.0. A base do código-fonte do LimeSurvey 2.0 está sendo totalmente reescrita, usando uma abordagem baseada no padrão MVC e Yii como framework web. Afora as mudanças estruturais do código, em busca de melhor modularidade, a nova versão possui também uma interface gráfica de usuário mais acessível com um projeto novo utilizando AJAX - modularidade e acessibilidade são dois pontos em que a versão corrente peca.

## Aceitação e exemplos de uso
Na lista de projetos do SourceForge.net, LimeSurvey está entre os cem projetos mais baixados,  de 100 mil projetos.
Na eleição presidencial dos Estados Unidos da América de 2004, a Verified Voting Foundation usou PHPSurveyor para obter dados sobre possíveis irregularidades. Foram registrados pelo software mais de 13 mil incidentes nas primeiras dez horas de votação, e LimeSurvey foi escolhido como parte do sistema de reportação de incidentes eleitorais da organização.
A tradução do software para coreano foi criada por uma unidade de polícia de combate a crimes virtuais da Coreia do Sul. Ademais, LimeSurvey é utilizado por vários institutos de ensino superior para prover ao corpo docente e aos estudantes um meio de administrar seus próprios questionários.